# اتحاد بزرگ ملی
اتحاد بزرگ ملی یک ائتلاف انتخاباتی سکولار بود که در انتخابات مجلس خبرگان قانون اساسی ایران در سال ۱۳۵۷ شرکت کرد. نامزدهای فهرست شده توسط این ائتلاف بیشتر شامل کمونیست‌ها و ملی‌گرایان بودند.

## حزب‌های ائتلاف
گروه‌هایی که در اعلامیه موجودیت ائتلاف نام برده شد عبارتند از:
- سازمان انقلابی و شاخه جوانان آن سازمان جوانان انقلابی، یک گروه مائوئیست منشعب از حزب توده ایران که بعداً در حزب کارگران ایران ادغام شد.
- جمعیت زنان ایران
- جمعیت عدالت
- کنفدراسیون جهانی محصلین و دانشجویان ایرانی
- ستارخان بایراغی، یک نشریه آذری‌زبان که بعدها با حزب رنجبران ایران همسو شد.
- اتحاد مبارزان در راه ایجاد حزب طبقه کارگر که بعداً در حزب رنجبران ایران ادغام شد.